# Lill Långören
Lill Långören (klein lang eiland) is een Zweeds eiland /zandbank behorend tot de Lule-archipel. Het eiland ligt in het noorden van de Botnische Golf. Het heeft geen oeververbinding en heeft als bebouwing waarschijnlijk alleen noodcabines of zomerwoningen.